# STS-84
STS-84 foi uma missão do programa do ônibus espacial, realizada pela tripulação da nave Atlantis entre os dias 12 de Maio e 24 de Maio de 1997, a espaçonave acoplou com a estação orbital russa Mir.

## Tripulação
| Posição                  | Tripulantes           | Duração          | Pousou na |
| ------------------------ | --------------------- | ---------------- | --------- |
| Comandante               | Charles Precourt      | 9d 05h 19m 55s   | STS-84    |
| Piloto                   | Eileen Collins        | 9d 05h 19m 55s   | STS-84    |
| Especialista de missão 1 | Jean-François Clervoy | 9d 05h 19m 55s   | STS-84    |
| Especialista de missão 2 | / Carlos Noriega      | 9d 05h 19m 55s   | STS-84    |
| Especialista de missão 3 | Edward Lu             | 9d 05h 19m 55s   | STS-84    |
| Especialista de missão 4 | Yelena Kondakova      | 9d 05h 19m 55s   | STS-84    |
| Especialista de missão 5 | / Michael Foale       | 144d 13h 47m 22s | STS-86    |

### Trazido da Mir
| Posição                  | Astronauta     | Duração          | Lançado na |
| ------------------------ | -------------- | ---------------- | ---------- |
| Especialista de missão 5 | Jerry Linenger | 132d 04h 00m 20s | STS-81     |

## Ligações Externas
- STS-84 Video Highlights
- STS 84 - NASA
- STS-84 - Weebau
- Vídeo: 1997: Space Shuttle Flight 84 (STS-84) Atlantis (NASA/Roscosmos)